# Красногорка (Омская область)
Красного́рка — село в Полтавском районе Омской области России. Административный центр Красногорского сельского поселения.

## История
Основано в 1835 году. В 1928 году село состояло из 157 хозяйств, основное население — украинцы. В административном отношении являлось центром Красногорского сельсовета Полтавского района Омского округа Сибирского края.

## Население
| 1926 | 2010 |
| ---- | ---- |
| 870  | ↘818 |

## Улицы
| - ул. 40 лет Победы, - ул. Восточная, - ул. Гагарина, - ул. Долиной, | - ул. Ленина, - ул. Мичурина, - ул. Молодёжная, - ул. Набережная, | - ул. Северная, - ул. Харьковская, - пер. Харьковский 1-й, - пер. Харьковский 2-й. |